# Sarah Selby
Sarah Selby (* 30. August 1905 in Middletown, Ohio; † 7. Januar 1980 in Los Angeles, Kalifornien) war eine US-amerikanische Schauspielerin und Hörspielsprecherin.

## Leben
Selby war die jüngste von drei Töchtern von Sarah Elizabeth Case und William Perry Selby und wuchs in St. Louis in Missouri auf.
Nach ihrer Schulzeit besuchte sie die Washington University in St. Louis und studierte Ende der 1920er Jahre Schauspiel bei der renommierten Schauspiellehrerin Maria Ouspenskaya.
Am 15. Mai 1943 heiratete sie ihren ersten Ehemann, den Schauspieler Stanley Robert Wuliger; die Ehe wurde jedoch nach weniger als einem Jahr – am 21. April 1944 – wieder geschieden. Mit ihrem zweiten Ehemann Holger Yngvar Harthern-Jakobsen war sie vom 18. September 1945 bis zu dessen Tod am 28. Oktober 1966 verheiratet. Aus der Ehe mit Harthern-Jakobsen gingen zwei Kinder hervor.
Selby starb im Alter von 74 Jahren an den Folgen einer Krebserkrankung.

## Karriere
Nach ihrem Studium zog sie 1933 nach San Diego, wo sie dem Ensemble des Old Globe Theatre beitrat. Ab Mitte der 1930er Jahre arbeitete Selby für das Radio und war in Formaten wie Amos and Andy, Junior Miss, Lux Radio Theater und in der George Burns and Gracie Allen Show zu hören. Über das Radio kam Sarah Selby schließlich zum Fernsehen.
Wiederkehrende Rollen im Fernsehen hatte sie unter anderem als Pensionsbesitzerin Ma Smalley in Rauchende Colts, als Miss Thomas in Vater ist der Beste und als Tante Gertrude in The Hardy Boys: The Mystery of the Applegate Treasure des US-amerikanischen Mickey Mouse Club. Sie war auch in Fernsehserien wie Meine drei Söhne, Lieber Onkel Bill, Polizeibericht und Rhoda zu sehen.
Es folgten Auftritte in Filmen wie Der Stachel des Bösen und Der Massenmörder von London.
In ihrer ersten Rolle auf der Leinwand sprach sie den Elefanten Prissy im Zeichentrickfilm Dumbo, der fliegende Elefant aus dem Jahr 1941. 
Letzte Rollen vor der Kamera hatte sie unter anderem als Tante Polly in dem Fernsehfilm Huckleberry Finn im Jahr 1975, in dem Ron Howard die Hauptrolle spielte, und in Stürzende Mauern aus dem Jahr 1979.
Neben ihrer Karriere im Radio und vor der Kamera, war sie Gesangslehrerin am Pasadena Playhouse, war Mitglied der Screen Actors Guild, unterstützte den Motion Picture & Television Fund, war aktives Mitglied des Demokratischen Komitees von Hollywood, leitete als Vorsitzende örtlichen Vereine des American Red Cross und von Planned Parenthood und war eines der Gründungsmitglieder der Canyon Theatre Guild.
Im deutschen Sprachraum wurde Selby unter anderem von Dagmar Altrichter, Katharina Brauren, Edith Hancke, Carola Höhn, Marianne Kehlau, Tilly Lauenstein, Luise Lunow, Friedel Schuster, Inken Sommer, Ursula Traun, Alice Treff und Eva-Maria Werth synchronisiert.

## Filmografie (Auswahl)

### Film
- 1941: Dumbo
- 1941: Donald, der Chefkoch (Chef Donald, Kurzfilm)
- 1943: The Seventh Victim
- 1944: The Curse of the Cat People
- 1944: Her Primitive Man
- 1944: San Diego I Love You
- 1945: Earl Carroll Vanities
- 1945: Der Wundermann (Wonder Man)
- 1945: The Naughty Nineties
- 1945: The Beautiful Cheat
- 1945: Onkel Harrys seltsame Affäre (The Strange Affair of Uncle Harry)
- 1946: Idea Girl
- 1946: One Exciting Week
- 1946: Little Iodine
- 1946: Swell Guy
- 1947: That’s My Man
- 1947: Stork Bites Man
- 1947: Brennende Grenze (The Fabulous Texan)
- 1947: Ein Doppelleben (A Double Life)
- 1948: Trapped by Boston Blackie
- 1948: Train to Alcatraz
- 1949: Prison Warden
- 1949: Der Stachel des Bösen (Beyond the Forest)
- 1949: Side Street
- 1950: Mordsache: Liebe (Perfect Strangers)
- 1951: Jim Thorpe – All-American
- 1952: Der unsichtbare Schütze (The Sniper)
- 1952: Im Banne des Teufels (The Iron Mistress)
- 1953: Arzt im Zwielicht (Battle Circus)
- 1953: The System
- 1953: Mister Scoutmaster
- 1953: A Lion Is in the Streets
- 1954: Verwegene Landung (The Country Girl)
- 1954: Ein Mädchen vom Lande (Men of the Fighting Lady)
- 1955: Urlaub bis zum Wecken (Battle Cry)
- 1955: Wolkenstürmer (The McConnell Story)
- 1955: Guten Morgen, Miss Fink (Good Morning, Miss Dove)
- 1957: Alarm für Sperrzone 7 (The Monster That Challenged the World)
- 1957: Die große Liebe meines Lebens (An Affair to Remember)
- 1957: No Time to Be Young
- 1957: Mit dem Satan auf Du (Short Cut to Hell)
- 1957: Geheimring Nippon (Stopover Tokyo)
- 1957: Arizona-Express (Gunfire at Indian Gap)
- 1962: Mondgeflüster (Moon Pilot)
- 1962: Der Massenmörder von London (Tower of London)
- 1964: Taggart
- 1965: Das große Rennen rund um die Welt (The Great Race)
- 1967: Die nackten Tatsachen (Don’t Make Waves)
- 1969: Polizeibericht: Fall Johnson aufgeklärt (Dragnet 1966, Fernsehfilm)
- 1973: Big Boy – Der aus dem Dschungel kam (The World’s Greatest Athlete)
- 1975: Huckleberry Finn (Fernsehfilm)
- 1977: Stadt der Gewalt (The City, Fernsehfilm)
- 1979: Stürzende Mauern (Friendships, Secrets and Lies, Fernsehfilm)

### Fernsehen
- 1951: Hollywood Theatre Time
- 1951–1956: The George Burns and Gracie Allen Show
- 1952: Sky King
- 1952–1955: Polizeibericht (Dragnet)
- 1953–1954: The Pride of the Family
- 1954: The Ford Television Theatre
- 1954: I Love Lucy
- 1954: The Halls of Ivy
- 1954: Four Star Playhouse
- 1954–1955: Lux Video Theatre
- 1954–1956: It’s a Great Life
- 1954–1960: Vater ist der Beste (Father Knows Best)
- 1955: Kleine Spiele aus Übersee (Fireside Theatre)
- 1955: Studio 57
- 1955: My Favorite Husband
- 1955: Geschichten, die der Alltag schrieb (TV Reader’s Digest)
- 1955–1956: General Electric Theater
- 1955–1956: Star Stage
- 1956: The Hardy Boys: The Mystery of the Applegate Treasure
- 1956: Schlitz Playhouse of Stars
- 1956: Cavalcade of America
- 1956: Wire Service
- 1956: Dr. Hudson’s Secret Journal
- 1957: Jane Wyman Show (auch: Jane Wyman Presents, Fireside Theatre)
- 1957: The Gale Storm Show: Oh, Susanna
- 1957: Playhouse 90
- 1957: You Are There
- 1957: Crossroads
- 1957: The O. Henry Playhouse
- 1957: Climax!
- 1957: The Hardy Boys: The Mystery of the Ghost Farm
- 1957–1966: Perry Mason
- 1958: Richard Diamond, Privatdetektiv (Richard Diamond, Private Detective)
- 1958: Wagon Train
- 1958: Dezernat M (M Squad)
- 1958: The Restless Gun
- 1959: Westlich von Santa Fé (The Rifleman)
- 1959: Josh (Wanted: Dead Or Alive)
- 1959: 21 Beacon Street
- 1959: Bronco
- 1959: The Real McCoys
- 1959–1963: Im wilden Westen (Death Valley Days)
- 1960: Maverick
- 1960: Wells Fargo (Tales of Wells Fargo)
- 1960: Johnny Ringo
- 1960: Abenteuer im wilden Westen (Dick Powell’s Zane Grey Theater)
- 1960: Rescue 8
- 1960: Lassie
- 1960: Mr. Lucky
- 1960: Wyatt Earp greift ein (The Life and Legend of Wyatt Earp)
- 1960: The Barbara Stanwyck Show
- 1961: Ein Fall für Michael Shayne (Michael Shayne)
- 1961: The Gertrude Berg Show
- 1961: Heute Abend Dick Powell (The Dick Powell Show)
- 1961: Sprung aus den Wolken (Ripcord)
- 1961–1972: Rauchende Colts (Gunsmoke)
- 1962: Pete and Gladys
- 1962: Lawman
- 1962: Raum ist in der kleinsten Hütte (Room for One More)
- 1962: Cheyenne
- 1962–1966: The Adventures of Ozzie and Harriet
- 1963: Jack-Benny-Show (The Jack Benny Program)
- 1963: Temple Houston
- 1963: Breaking Point
- 1963–1966: Bonanza
- 1963–1970: Meine drei Söhne (My Three Sons)
- 1964: Zirkusdirektor Johnny Slate (The Greatest Show on Earth)
- 1964: Twilight Zone (The Twilight Zone)
- 1964: Gauner gegen Gauner (The Rogues)
- 1964: Daniel Boone
- 1964: The Joey Bishop Show
- 1965: Karen
- 1965: Privatdetektivin Honey West (Honey West)
- 1965: Camp Runamuck
- 1966–1970: Lieber Onkel Bill (Family Affair)
- 1967: Green Acres
- 1967: Wettlauf mit dem Tod (Run For Your Life)
- 1967–1969: Polizeibericht (Dragnet)
- 1967–1970: Petticoat Junction
- 1972: The Smith Family
- 1974: Adam-12
- 1978: Project U.F.O.
- 1978: Rhoda